# Спідометр

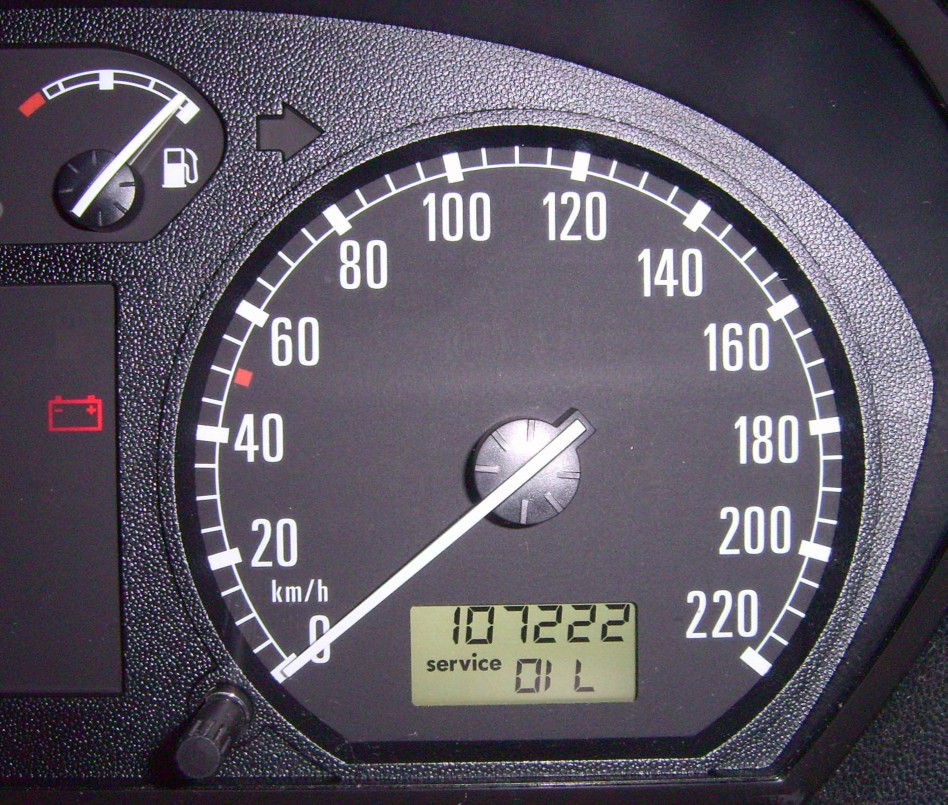
Спідометр

Спідо́метр (англ. speedometer, від speed, «швидкість» і грец. μέτρον, «міра») — прилад для вимірювання миттєвої швидкості руху транспортного засобу.  

## Історія

Був винайдений хорватом Йосипом Белушичом у 1888 році. Цей винахід був запатентований у Австро-Угорщині як «велосиметр» Застосування у машинах набув на початку 20 століття. Одна з перших моделей спідометра була виготовлена Ніколою Тесла і запатентована в 1916 році (патент № 1 209 359, виданий United States Patent Office).

## Класифікація спідометрів
За методом вимірювання:
- Відцентровий — плече регулятора, яке утримується пружиню, обертається разом з шпинделем і відкидається в сторону відцентровою силою так, що зміщення прямо пропорційне швидкості.
- Хронометричний — комбінація годинникового механізму з одометром.
- Індуктивний — система постійних магнітів, які обертаються разом з шпинделем, генерує вихрові струми в диску з міді або алюмінію, який знаходиться в магнітному полі. Диск, таким чином, втягується в коловий рух, але його обертання сповільнюється обмежувальною пружиною. Диск сполучено зі стрілкою, яка показує швидкість.
- Електромагнітний — швидкість визначається за значенням ЕРС, котра генерується тахогенератором підключеним до шпинделя.
- Вібраційний — механічний резонанс коливань підшипників або рами машини викликає коливання проградуйованих язичків з частотою, яка відповідає числу обертів машини.
- За системою супутникового позиціювання — швидкість визначається за системою супутникового позиціювання GPS.
- Електронні — оптичний, магнітний або механічний датчик генерує імпульс струму при кожному оберті шпинделя. Імпульси обробляються електронною схемою і значення швидкості виводяться на екран.

Аналоговий спідометр із цифровим одометром (праворуч)

За типом індикатора: розрізняють аналогові і цифрові спідометри
Аналогові спідометри поділяються на:
- Стрічковий — швидкість показує стрічка, яка проходить через поділки на нерухомій шкалі. Використовувався на багатьох американських і деяких японських, європейських та радянських моделях до початку 1975 року.
- Барабанний — поділки нанесено на барабан, і при його обертанні з'являються у віконечку, показуючи поточну швидкість. Застосовувався на багатьох автомобілях до сорокових років, деяких американських автомобілях шістдесятих, а також на відносно сучасних моделях «Сітроена».
- Стрілковий — найбільш поширений варіант спідометра, швидкість вказує стрілка, яка обертається навколо осі.

Цифрові спідометри — було розроблено в 1993 році. Індикатором в такому спідометрі є рідкокристалічний цифровий або аналоговий дисплей. Основним недоліком таких спідометрів є швидка зміна цифр перед очима водія у випадку цифрового дисплею, і затримка показів швидкості  у випадку аналогового дисплею.